# أسكو بادي
أسكو بادي (بالإستونية: Asko Paade)‏ مواليد 9 يونيو 1984 في تارتو، هو لاعب كرة سلة إستوني. بدأ مسيرته الاحترافية في سنة 2000. يحمل الرقم 12. يبلغ طوله 6 قدم 8.75 بوصة (2.1 م).

## الإنجازات
- 2002–03 كأس إستونيا
- 2003–04 دوري إستونيا
- 2004–05 كأس إستونيا
- 2006–07 دوري إستونيا
- 2007–08 دوري إستونيا
- 2009–10 كأس إستونيا
- 2009–10 دوري إستونيا
- 2010–11 كأس إستونيا
- 2011–12 كأس إستونيا

## روابط خارجية
- أسكو بادي على موقع الاتحاد الدولي لكرة السلة (الإنجليزية)
- أسكو بادي على موقع كرة السلة الأوروبية.كوم (الإنجليزية)
- أسكو بادي على موقع ريلجم (الإنجليزية)
- أسكو بادي على موقع بروبوليرز (الإنجليزية)